# Кызыл-Кыштакская сельская управа
Кызыл-Кыштак (кирг. Кызыл-Кыштак) — бывший аильный округ в Карасуйском районе Ошской области Кыргызстана основанный в 1953 году по инициативе и предложению председателя Кызыл-Кыштакского сельского совета Уринбоя Рахмонова путём объединения трёх сельских советов: Кызыл-Кыштак, Шуро и Ишкаван в единый Кызыл-Кыштакский сельский совет. Административный центр — село Жаны-Турмуш. С 2024 года в составе города Ош.

## История
По предложению председателя Кызыл-Кыштакского сельского совета, а в дальнейшем — начальника почты в селе Кызыл-Кыштак Уринбоя Рахмонова в 1953 году были объединены 3 сельских совета — Кызыл-Кыштак, Шуро и Ишкаван. Объединенный Кызыл-Кыштакский сельсовет возглавил Уринбой Рахмонов, в дальнейшем председатель колхоза «Шуро» Эшонхон Рахмонов.
По предложению председателя Кызыл-Кыштакского сельского совета Уринбоя Рахмонова и под его руководством были освоены новые земли в сёлах Жаны-Турмуш, Сураташ, Бешкапа, Коммунист, Керметоо, Кызыл-Байрак, Ишкаван. Сейчас там проживают десятки тысяч людей.
Указом Президента Кыргызстана от 29 декабря 2023 года территория Кызыл-Кыштакской сельской управы вошла в состав города Ош

## География
Расположен примерно в 3 км от областного центра города Ош, в 27 км от районного центра города Кара-Суу, в 8 км от Ошской железнодорожной станции, в 45 км от узбекского города Андижана, на севере граничит с Ходжаабадским районом Узбекистана. На территории управы на участке Достук села Янгитурмуш расположен Международный пограничный пункт пропуска «Достук», который граничит с Узбекистаном. в селе Андижанское расположены автовокзал города Ош. на территории управы также расположены отделы безопасности дорожного движения Ошской области и города Ош, а также военная часть пограничных войск № 2024.
Площадь земли составляет 4112 гектаров, площадь сельскохозяйственной земли — 2101 гектар. Находится на высоте 920 метров над уровнем моря.

## Население
Население на 2023 год насчитывает 42 207 жителей Узбеки составляют 85 %, кыргызы 14 % численности населения. Население занимается, в основном, торговлей и земледелием. Часть работоспособных людей находится на территории России, Казахстана, Турции и Кореи.

## Экономика
На территории Кызылкыштакской сельской управы работают 5 промышленных предприятий и организаций, в том числе:
- ОсОО «Жети Баатыр»;
- ОсОО «Хоусейл интернешнл»;
- Узбекско-киргизское СП «Артель» по производству холодильников и стиральных машин.
- 680 дехканских, фермерских хозяйств и кооперативов;
- рестораны, кафе, столовые;
- объекты бытового обслуживания населения.

## Социальная сфера
На территории Кызылкыштакской сельской управы функционируют:
- 9 школ;
- 7 детских сада;
- 1 библиотека и дом культуры;
- 3 ГСВ, 1 родильный дом, 2 ФАП, где работают 16 врачей и 34 медицинских сестры.

Для соблюдения общественного порядка работает поселковое отделение милиции ПОМ Кызыл-Кыштак, 4 участковых инспектора и 1 участковый инспектор по работе с несовершеннолетними детьми.
В сельской управе действуют несколько спортивных клубов, представители которых становились обладателями золотых, серебряных и бронзовых медалей многих международных, республиканских и межрегиональных соревнований.

## Памятники
На территории сельской управы имеются памятники Всемирного и республиканского значения, находящиеся под охраной государства:
1. Часть горы Сулайман-Тоо (входит в число памятников Всемирного наследия Юнеско).
2. Мечеть Мухаммада Юсуфа Бойхожи-угли (мечеть Бокий), построенная в 1909 году.
3. В горе Сураташ есть древние наскальные изображения.

## Населённые пункты
1. Село Андижанское (5000 человек);
2. Село Ишкаван (2322 человек);
3. Село Керметоо (1608 человек);
4. Село Коммунист (2110 человек);
5. Село Кызыл-Байрак (1163 человек);
6. Село Кызыл-Кыштак, участки Бостон и Бешкапа (13 000 человек);
7. Село Янгитурмуш, участок Катта-Терек (8500 человек).
8. Село Сураташ (5000 человек).

## Главы сельской управы
- Рахмонов Уринбой Рахмонбердиевич (1949—1954);
- Рахманов Эшанхан (1954—1968);
- Джураева Набихон (1968—1973);
- Дадабоева Хонпошшо;
- Шамшидинова Санталатхон (1980—1996);
- Жумабаева Мавлюда Жумабаевна (1996-09.2005);
- Казаков Ботир Казакович (09.2005-03.2009);
- Алимов Кобил Ганиевич (03.2009-06.2010);
- Капаров Шарабидин Кушбекович (13.06.2010-18.01.2021).
- Мадалиев Хамидулла Аманулаевич (03.06.2021-11.05.2022)
- Тургунбаев Зарлык Тургунбаевич (11.05.2022-12.09.2022)
- Мамажанов Баходир Мухаммаджанович (12.09.2022-12.2023)
- Мадалиев Хамидулла Аманулаевич (12.2023-по сегодняшний день)

В сельской управе органом представительной власти является Кызыл-Кыштакский аильный кенеш, возглавляемой председателем Рахмановой Диляфруз и состоящий из всенародно избранных 31 депутата местного кенеша, которые контролируют деятельность и заслушивают отчёты главы сельской управы.
В период правления главы Кызыл-Кыштакского айыл окмоту Шарабидина Капарова, он был признан самым коррумпированным чиновником в Кыргызстане.
За этот срок отмечены преступления в сфере земельных махинаций, незаконной передачи государственных социальных объектов (в частности, территории школ, бани в селе Кызыл-Байрак, части Толойконской больницы) в частную собственность.
Шарабидин Капаров по поддельным документам оформил в частную собственность стратегический объект государственного значения — Западный аэропорт города Ош, которую в дальнейшем разрушил и социальный объект — баню в селе Кызыл-Байрак на имя своего отца. Он передал своим родственникам здание 4-этажного учебного корпуса Ошского совхоза-техникума для незаконной организации притона азартных игр.
Ш. Капаровым проводились незаконное капитальное строительство на сельскохозяйственных орошаемых землях и охранной зоне Западного (запасного) аэропорта города Ош, передача муниципальной собственности и муниципальной земли с занижением в сотни раз реальной рыночной цены с причинением особо крупного материального ущерба государственным интересам, незаконно оформлялись в частную собственность целые дороги улиц в населённых пунктах села Сураташ, выделялись земельные участки для строительства жилья за крупные взятки, незаконное присвоение бюджетных средств путём завышения сметы расходов и объёмов работ. Ш. Капаров не брезговал присваивать бюджетные средства, выделяемых для детей, малоимущих семей и инвалидов.
Для привлечения к уголовной ответственности коррупционера Шарабидина Капарова жители управы вынуждены были письменно жаловаться в адрес Президента России В. В. Путина, организовывали шествия с транспарантами в столицу, выходили на многочисленные митинги, устраивали акты самосожжения. Ш. Капаров преследовал и угрожал убийством активистам. На Ш. Капарова было возбуждено 19 уголовных дел и он 18 января 2021 года был освобожден от занимаемой должности.
Продолжил коррупционные схемы заместитель главы управы Маданбеков Бекзат Сайдимаматович, который создал земельную ОПГ, куда входили Умаров Рахматилло Дилмуродович и Алимов Козимжон Носирович. Р. Умаров и К. Алимов находили земельные участки малоимущих людей, а Б. Маданбеков подделывал постановления и оформлял эти земли аффилированным лицам и продавали участки третьим лицам. 11 января 2023 года лидер ОПГ Б. Маданбеков был задержан сотрудниками ГКНБ с поличным при получении крупной взятки за земельные махинации. При помощи своих высокопоставленных родственников судьи Верховного Суда страны Айнаш Токбаевой и прокурора Ганышера Сайдимаматовича Маданбекова он избежал уголовной ответственности. Решением суда был снят арест с многомиллионной собственности Б. Маданбекова, полученная им коррупционным путем. В дальнейшем реализовывала коррупционные схемы по хищению госбюджетных средств, подделке документов, махинации с землей родственница Бекзата Маданбекова депутат Кызыл-Кыштакского айыльного кенеша Орозкан Токторалиева. Правоохранительными органами было возбуждено несколько уголовных дел на Розу Токторалиеву, которая впоследствии была названа самой коррумпированной депутатом современного Кыргызстана.

## Известные люди
1. Рахмонберди Мадазимов (1875 - 1933 — основатель и организатор театрального движения в Центральной Азии и Кыргызстана[37], основатель, первый директор, художественный руководитель и главный режиссёр старейшего профессионального театра в Центральной Азии - Ошского Государственного академического узбекского музыкально-драматического театра имени Бобура[38], писатель, музыкант[39], внёс большой вклад в развитие культуры, искусства и системы образования Кыргызстана, лидер и идеолог джадидизма на юге Кыргызстана. Сыграл активную роль на заре становления новой государственности - в формировании Кара-Кыргызской автономной области. Был избран депутатом Ошского областного, Ошского городского и Кара-Суйского районного Советов[40].
2. Уринбой Рахмонов (1910—1980) — советский кыргызский актёр и театральный деятель, основатель Ошского узбекского драматического театра имени Бобура, участник Великой Отечественной войны, председатель Кызыл-Кыштакского сельсовета, начальник почты в селе Кызыл-Кыштак[41], поэт, писатель, депутат Ошского областного совета[42]
3. Собиржон Нишонов (1904, родился в селе Кызыл-Кыштак-1969) — Герой Социалистического Труда.
4. Эшонхон Рахмонов (1907—1970)- председатель Кызыл-Кыштакского сельсовета, депутат Верховного Совета СССР и Верховного Совета Киргизской ССР[43]
5. Хонпошшо Дадабоева (1909—1986) — председатель Кызыл-Кыштакского сельсовета, дважды депутат Верховного Совета Киргизской ССР
6. Ибайдилло Неъматов (1928) — депутат 6-го созыва Верховного Совета Киргизской ССР
7. Рахманова, Диляфруз Дилдорбековна — Советник депутата Жогорку Кенеша КР[44], председатель Кызыл-Кыштакского сельского совета депутатов[45], депутат Ошского городского кенеша.
8. Кадиров Бахтияр Сабиржанович (1963) — депутат Жогорку Кенеша КР 5-го созыва, член ЦИК КР (назначен Президентом КР), председатель правления узбекского национально-культурного центра КР, советник торага Жогорку Кенеша КР, Президент Федерации баскетбола КР, мастер спорта СССР, заслуженный учитель КР[46][47][48]
9. Айтматов, Куштарбек Суйунбаевич (1977) — депутат Жогорку Кенеша КР 5-го созыва